# Ajivika

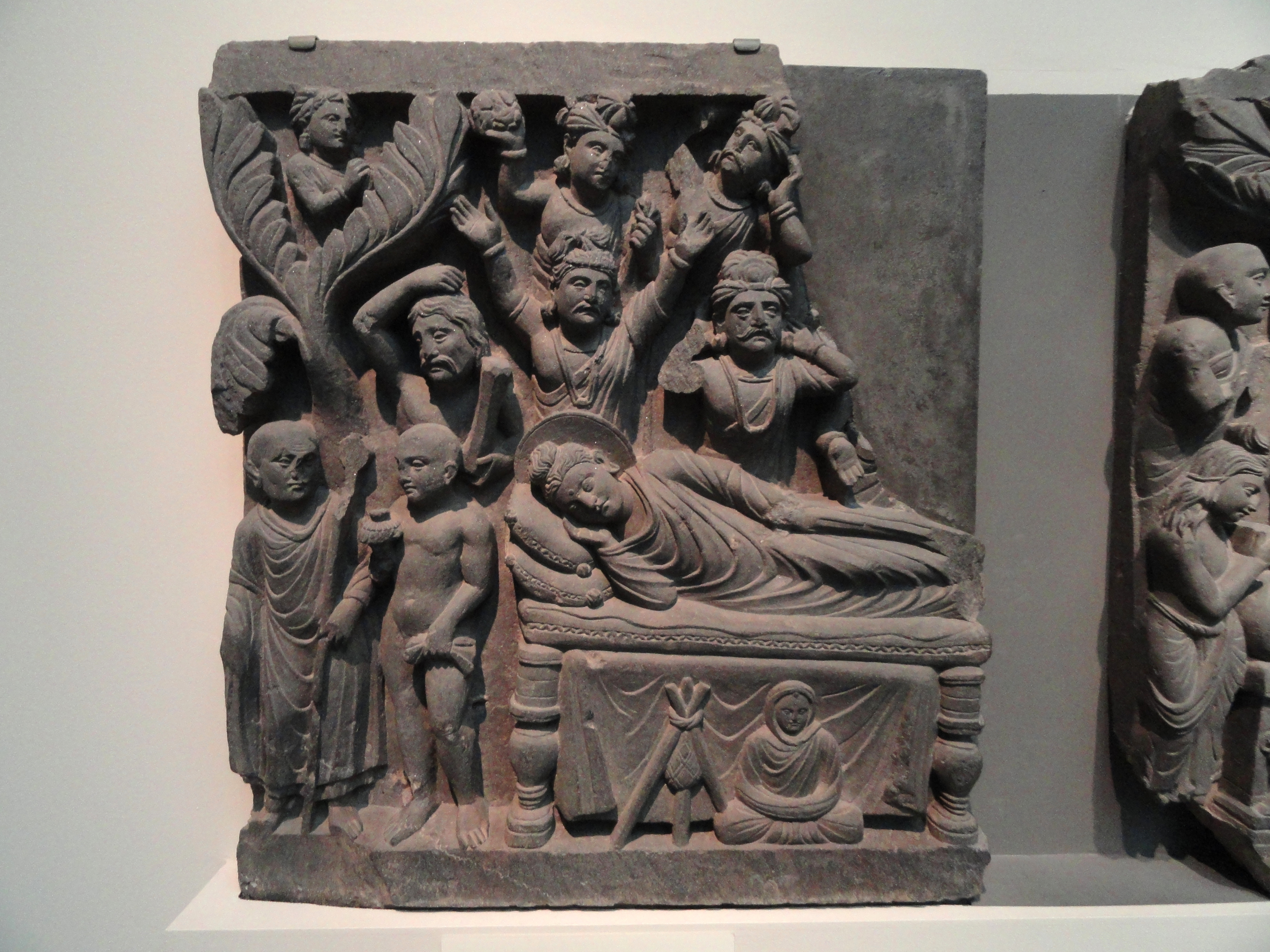
Till vänster: Buddhas efterföljare Mahakashyapa möter en Ajivika och får undervisning om parinirvana

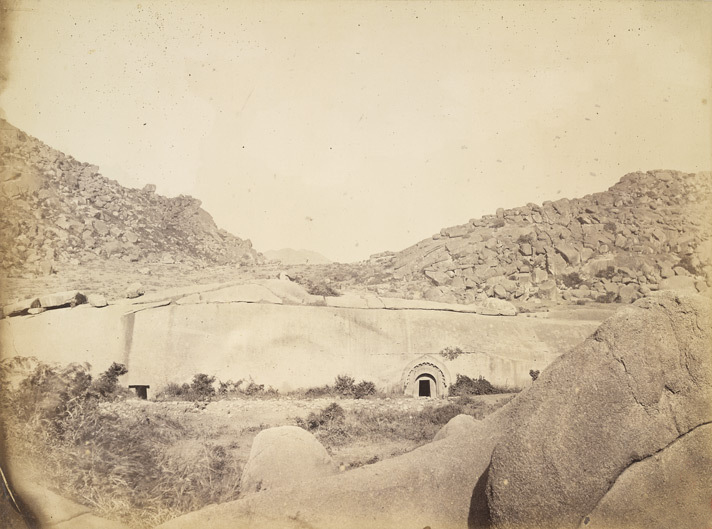
Grottor som använts av Ajivikas tiggarmunkars, tredje århundradet f.Kr. (Barabar, nära Gaya, Bihar).

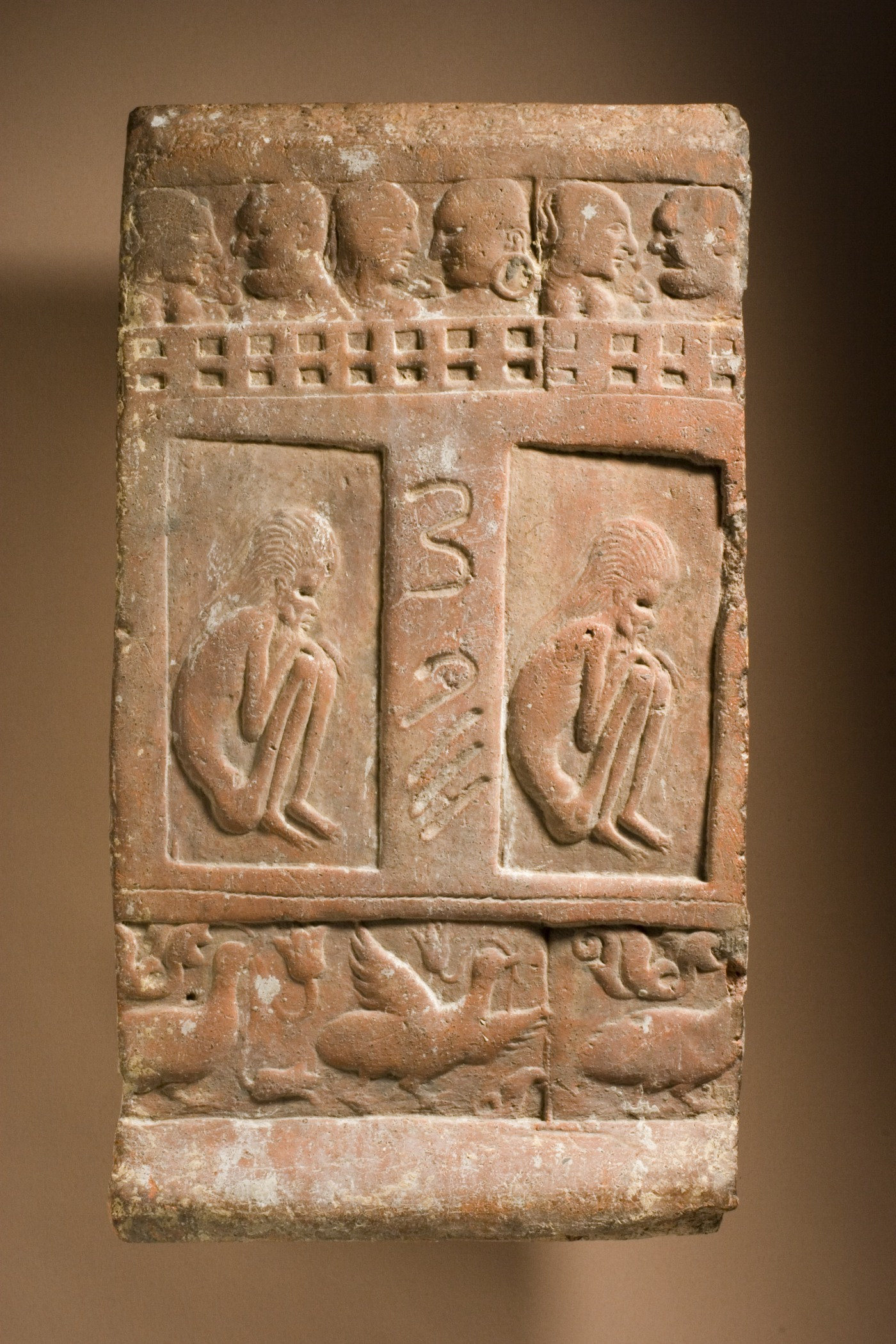
Keramikplatta med asketer, möjligen Ajivika.

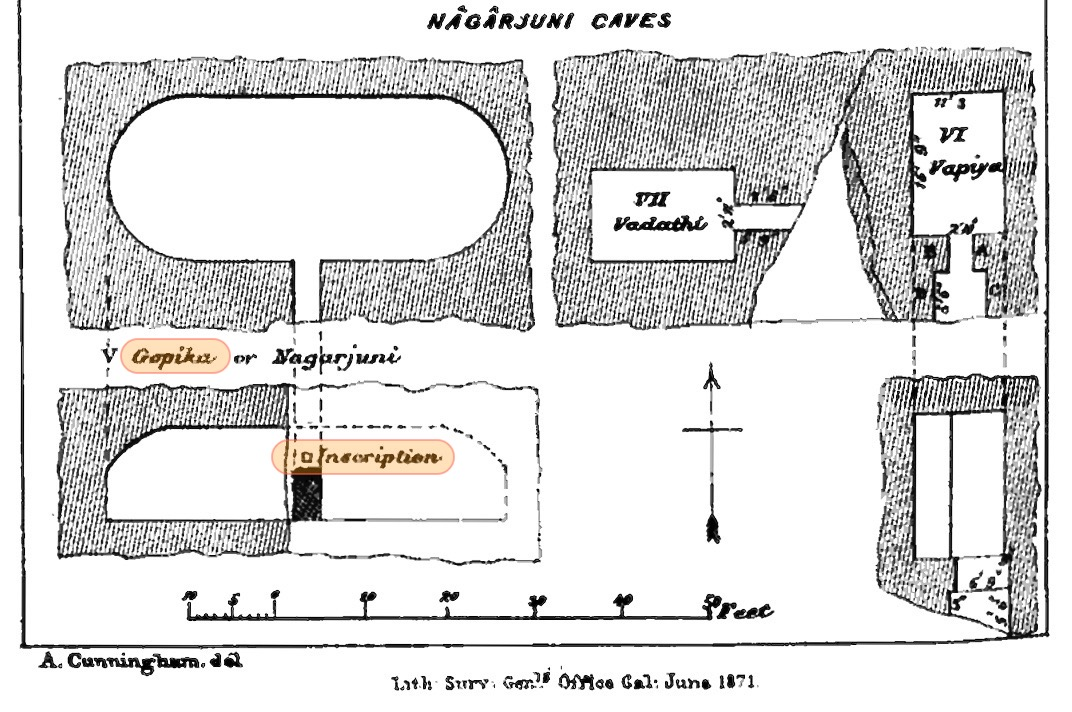
Teckning av arkeologen Alexander Cunningham från en arkeologisk undersökning 1861-1862. Den visar Gopika, ett av tre bergrum, i Nagarjuni Hill öster om de fyra grottorna i Barabar Hill. Inskriptioner från det tredje århundradet f.Kr. tyder på att Ajivika då fanns där. Platsen har senare övertagits av buddhister och efter dem hinduer.

Ajivika, sanskrit: Ājīvika; pali: Ājīvaka, (troligen 'den som har en asketisk livsföring'), är i buddhistiska källor en benämning på en filosofisk riktning, starkt förknippad med ledaren Makkhali Gosala (död 484 f.Kr.). 
Ajivika framträdde under det femte århundradet f.Kr. som del i den sramanska rörelsen. Den var samtidig med buddhismen, grundad av Shakyamuni Buddha (död 486 f.Kr.), jainismen, grundad av Mahavira (599-517 f.Kr.) och andra rörelser som Ajnanas och Carvakas. Ajivika var då främsta konkurrent till tidig buddhism och jainism, och Gosala sägs ha avlidit som den första av de tre ledarna. Ajivika blev en stor rörelse i äldre tid, men kom senare att minska och försvinna, men den omnämns ännu så sent som på 1300-talet i sydindiska källor på tamil.

## Historia
Det finns inga bevarade skrifter från ajivika. Därför kan deras läror och sätt att leva bara delvis rekonstrueras och endast från bevarade skrifter från deras filosofiska och religiösa motståndare. Ett sådant källmaterial har begränsad trovärdighet.
Gosala var möjligen inte den första Ajivika, utan bara en tidig och framträdande representant för riktningen. Ajivikas företrädde en radikal determinism, bedrev sträng askes, som omfattade total nakenhet, rigorös fasta och självspäkning. De kallas också niyativadins, 'förkunnare av ödesbestämdheten'. Gosala var en buddha och jain. 
Enligt buddhistiska och jainistiska källor kom Gosala från mycket knappa förhållanden. Han sägs ha blivit född i ett stall (gosala betyder "stall"), i kontrast till de konkurrerande rörelsernas ledare, både Buddha och Mahavira beskrivs vara av ädel härkomst.
Enligt jainistisk tradition har Gosala varit följeslagare till Mahavira i sex år, men en rivalitet ledde så småningom till avståndstagandet. Liksom Mahavira var Gosala en strikt asket och bhikkhu (munk) och levde naken, vilket även var det jainistiska idealet. Han tillbringade sitt liv i samma region i östra Indien, där Buddha och Mahavira också vandrade. Centrum för ajivikas inflytande sägs ha varit i staden Sāvatthi i nuvarande Uttar Pradesh.
I källmaterialet finns tecken på en konflikt. Enligt en text (Ashokavadana) från andra århundradet e.Kr. var Mauryarikets kejsare Bindusara och drottning Shubhadrangi positiva till Ajivika, som under deras tid hade framgång. Texten nämner att efter kejsarens omvändelse till buddhism så ger hans son Ashoka order om att döda alla Ajivikas i Pundravardhana, och 18 000 Ajivikas avrättades. Även en jainistisk text, Bhagavati Sutra, har liknade uppgifter om en strid mellan fraktioner ledda av Mahavira och Gosala.
Gosala startade en skola, vars antagning krävde initiering, för att testa aspirantens asketiska ambition. Ajivikas undervisning var fundamentellt annorlunda än jainismen trots vissa likheter i praktiken. Enligt Ajivikas mening är ödet strikt bestämt. Det finns ingen gud, ingen fri vilja, men allt följer en naturlig lag, nödvändighet, niyati, precis som tillväxten hos en växt.
De flesta Ajivikas levde i större grupper, men det fanns också mindre. Riten omfattade ritualsång och dans. Under tredje århundradet f.Kr. hade de stort inflytande och spred sig till södra Indien och så långt som till Sri Lanka. Enligt en sydindisk tradition är det källor i Tamil, kallat Oṉpatu-katir eller Navakadir ("The Nine Stones"), som visar Ajivikas kosmologi. Sena sydindiska källor (7:e, 13:e och 14:e århundradet) visar att doktrinen genomgick betydande omvandling, åtminstone en del av Ajivikas närmar sig buddhismen. Några sena Ajivikas betraktade tid som en illusion och universum som statisk.
Livssynen är präglad av fatalism. Människan kan inte påverka sitt öde. En moralisk världsordning eller gudomlig världsriktning finns inte. Ödet varken belönar goda gärningar eller straffar onda. Även gudarna är maktlösa, bara föremål för sin bestämmelse.
Nödvändighet leder själen ur reinkarnationscykeln vid slutet av en förutbestämd, oföränderlig period på 8 400 000 "stora åldrar". Men åtminstone några Ajivikas har antagit att de förlossade kommer senare återvända till cykeln och fortsätta på obestämd tid eftersom världen är evig. Därför finns det ingen utsikt till permanent frälsning.